# 以色列国家科学、技术及太空博物馆
以色列国家科学、技术及太空博物馆（希伯來語： MadaTek - HaMuze'on HaLe'umi LeMada, Tekhnologya VeHalal；Israel National Museum of Science, Technology, and Space，Madatech）是以色列城市海法的一个科技博物馆，每年有大约20万访客。

## 历史
该博物馆成立于1983年，所在的历史建筑曾是以色列理工学院的第一处校园。建筑师Alexander Baerwald是一位德国犹太人移民，1912年开始建造。1923年爱因斯坦参观以色列理工学院时，在庭院种了一棵棕榈树。

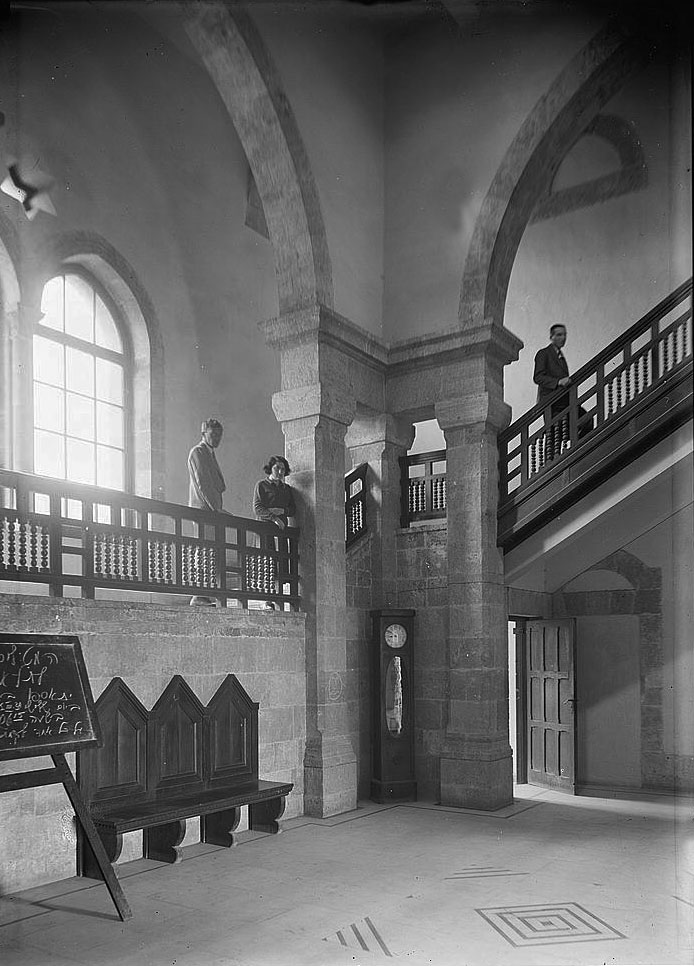
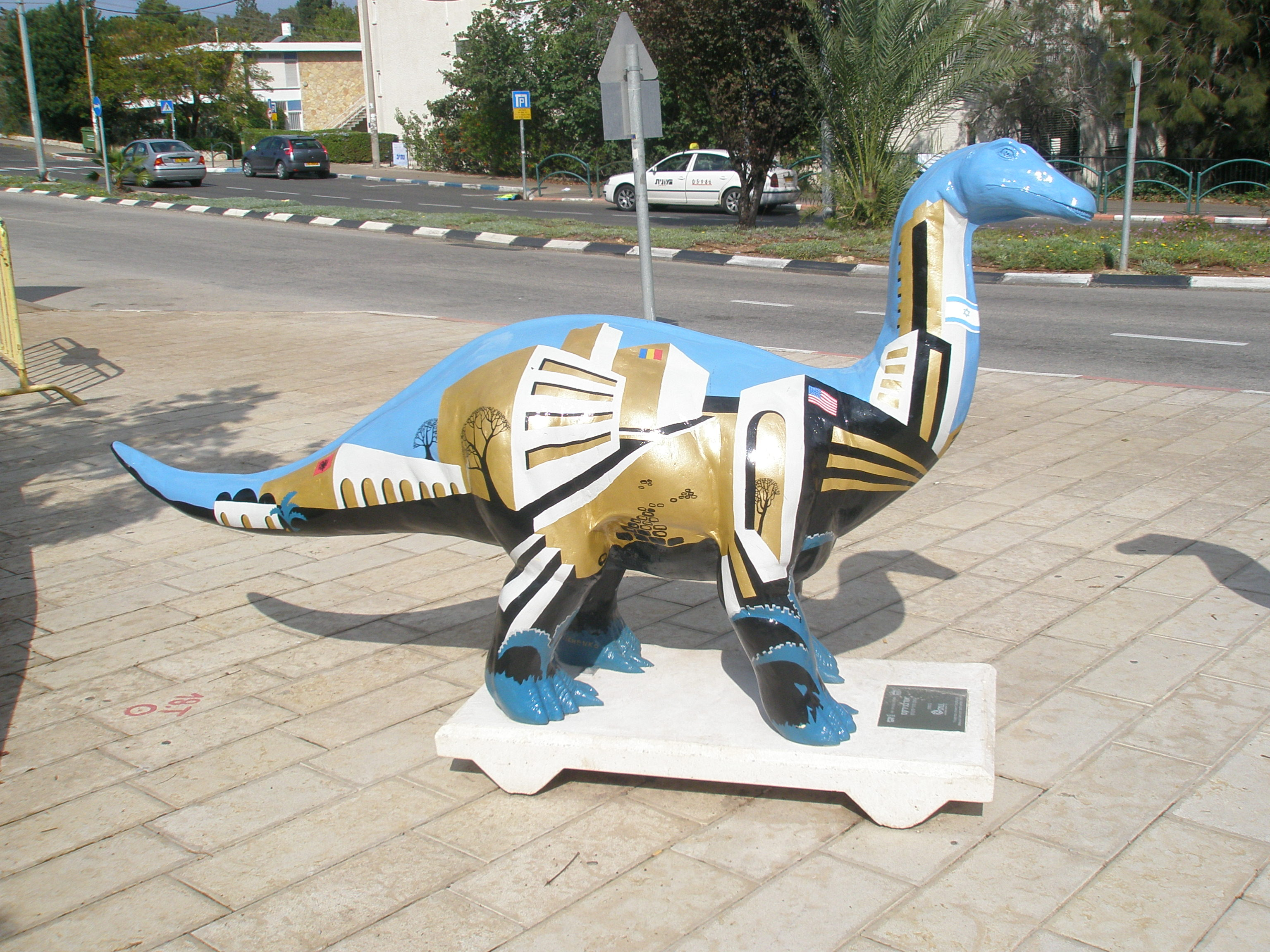
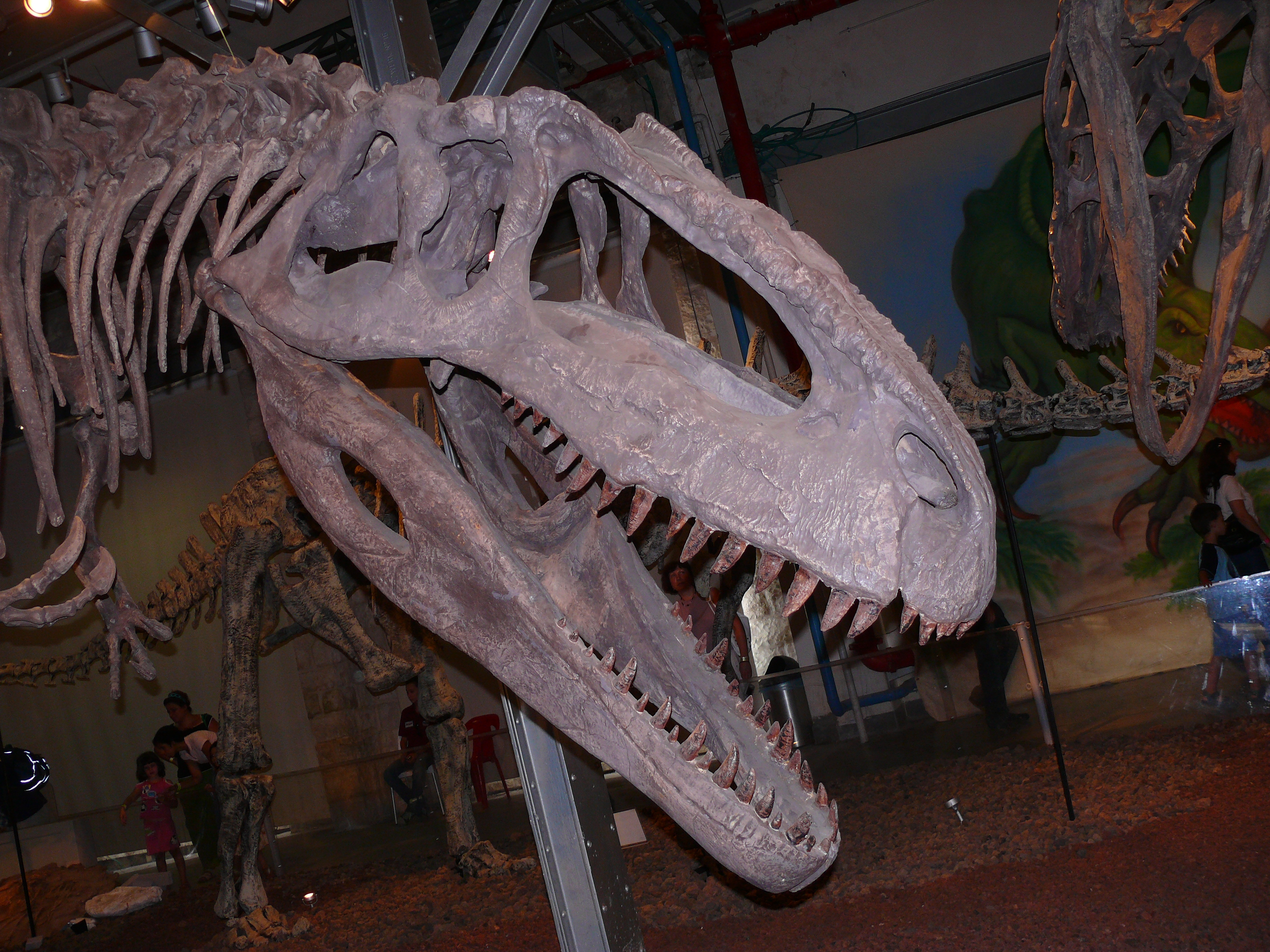
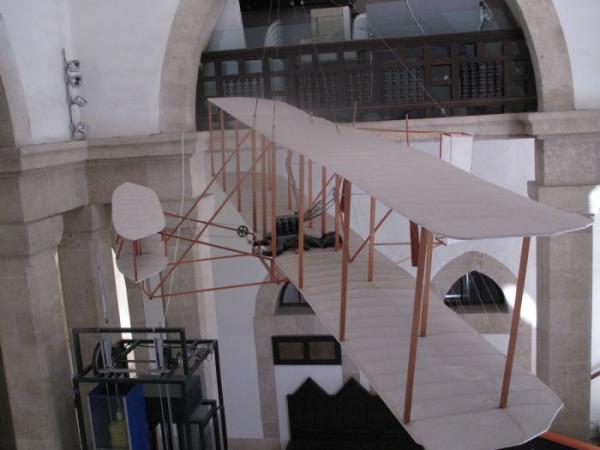
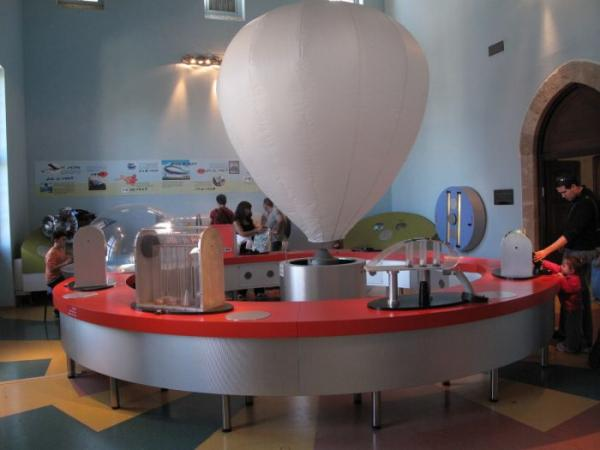